# فان ديكسباي
فان ديكسباي (بالإنجليزية: Van Dyksbaai)‏ هي بلدة تقع في جنوب أفريقيا في Overstrand Local Municipality.